# 沐浴节
沐浴节是一類民俗或宗教節日，主要存在於印度教地區，藏地也有類似傳統。

## 藏族
藏族沐浴節是每年藏曆七月上旬西藏的风俗。沐浴节那一天，藏族地区的人们都到附近的河水中洗澡，以此来清洗自己的疾病和罪孽以求获得重生。

### 经文记载
- 牙含章所著的 《达赖喇嘛传》中记载：八月初一起，达赖在罗布林卡举行沐浴礼，一共七天。为了祝贺沐浴礼，三大寺和噶厦官员要向达赖献哈达致贺，班禅和萨迦法王专门派人来送沐浴礼品。沐浴完毕后，驻藏大臣又要亲自去看望达赖。
- 藏族曆算书籍记载，太阳运行到第10宿43度时，即藏曆八月交节后七天内，澄水星出现，一切水都成为甘露。此时入水沐浴，能祛除疾病和罪孽。

## 印度教
聖池沐浴是印度教的古老傳統，印度教會在印曆逝瑟吒月（直译：大，心宿）滿月時，爲札格纳特等神像沐浴慶祝，作為供養祭祀的一種方式，稱爲沐浴節（Snāna yātrā）。